# Îlots Effatsy
Les îlots Effatsy sont des îlots de Mayotte.

## Géographie
Situés en plein lagon dans le Nord-Est de Mayotte, il s'agit de petits rochers éparpillés. 

## Liste
- Îlot Kakazou
- Îlot Mognameri (ou Monye Amiri)
- Îlot Vatouu
- Îlot Ziné
- Îlot Aombe (ou Gombé Ndroumé)